# 塩谷朋之 (音楽家)
塩谷 朋之（えんや ともゆき、1980年10月7日 - ）は、神戸市出身のベーシストである。

## 概要
出生名塩谷朋之(エンヤトモユキ)
英語表記Tomoyuki EN'YA
別称朋、En'ya
生誕1980年10月7日
出身地日本、神戸市
血液型B型
身長体重183cm/68kg
ジャンルロック、J-POP、ヴィジュアル系
職業ベーシスト、作詞家、作曲家、編曲家、男性モデル
担当楽器ベース、ピアノ
レーベルNAYUTAWAVE RECORDS、FIREWALL DIVISION
所属バンド12012、逆さまな歯車を仮面が嗤う。G.∀.M.E、TAKE NO BREAK、C did it.、LarMia

## 経歴
- 2003年：12012結成。
- 2007年：12012, NAYUTAWAVE RECORDS(ユニバーサルミュージック)よりメジャーデビュー。
- 2015年：12012、無期限活動休止
- 2015年：Loki(exSugar)、由寧(exガゼット/THE GAZETTE)らとMore結成。
- 2015年：ソロ写真集「LIFE」を発売。
- 2015年8月：『箱庭の学園』エンディングテーマ「スーブニール」を楽曲提供。
- 2016年：幸樹(ダウト)、生熊耕治(cune)、赤松芳朋(SOPHIA)らとG.∀.M.E結成。
- 2017年：YOMI(NIGHTMARE)らとTAKE NO BREAK結成。
- 2017年：写真展「amalgamate」にモデルとして参加。
- 2018年1月：『イケメンヴァンパイア◆偉人たちと恋の誘惑』主題歌『Rouge』を楽曲提供。
- 2020年6月21日：12012 、6人体制にて再始動。
- 2020年6月24日：More5周年の記念日にバンド名を「逆しまな歯車を仮面が嗤う。」に改名。

・2021年（株）松倉 古川銘菓「パパ好みの歌」編曲。
・2022年 指の神経麻痺を発症、サポートベーシストとしての活動を休止する。
・フォーカルジストニアであることを告白。

## サポート、セッション
- 河村隆一
- 石月努(FANATIC◇CRISIS)
- RAZZ MA TAZZ
- 喜多村英梨(証×明 -SHOMEI-MV, 掌 -show-MV)

## 人物
- 北海道で生まれ、親の仕事の関係で小学校2年の時に千葉県、中学校2年の時に兵庫県に移り住む。[1]
- 塩谷と書いて「えんや」と読む名字は両親の実家である岐阜県に多い。[1]
- 中学時代、溜まり場にしていた友人の家の兄の影響でロックに目覚める。「ロックには自分が欲しいものが全て詰まってると感じた。」と語っている。
- 幸樹(ダウト)は高校の同級生である。2000年にMist of Rouge、2016年にセッションバンドG、∀、M、Eとして共に活動する。
- 基本ピック弾きだが指弾きもする。アコースティックベースも奏でる。
- 作曲について本人はヘビーなものを好むが、メロディアスなものへの評価が特に高い。
- 小学生の頃にピアノを習っていた。[2]また12012時代のミュージックビデオではピアノを演奏するシーンも見られる。
- バンドごとでの音楽や見た目の差が激しい。MCもバンドによって話したり話さなかったり。本人曰く、役者がいろんな役を演じ分けるようなことだと思っている。とのこと。
- 多くのバンドで活動していることに対して、「自分はいろんな音楽が好きで表現欲求が人より強欲なんだと思うが、1つのバンドで自分のやりたいことを全部やりたいとは思わない。バンドという形態、そこで起こる化学変化が好きなんだ。と語っている。
- 12012ではメンバーの大半がB型だがメンバー曰く、一番B型らしくないらしい。
- 12012メンバーによる塩谷の印象は「アイデアがどんどん出てくるし賢い。」「メンバー間の距離を測るのが巧く、良い意味での緊張感も与えてくれる。」「バンドをやっていく上で不可欠な人。」など言われている。
- ギターの酒井洋明と背格好や顔などの容姿が似ていて、ファン、スタッフ、事務所社長、挙句酒井の母親にも見間違えられる。この事に関しては「ポイントとしては、ちょっと猫背な方が自分で、空手やってただけあって姿勢が良いのが酒井なんで、改めて覚えてもらえると嬉しいです。」と雑誌のインタビューで語っている。[3]
- 衣装の露出が多く「全裸、全裸朋之」などと言われることも。
- 赤ワインを好む。レーズンが苦手。
- 12012の活動休止に関して、「明確な次の一手が見つからない中。何となくの活動、ただバンドを延命させるような活動をするということを選べなかった。」と語っている。
- 音楽で食べていきたい自分と、バンドをそのための道具にしたくない自分に悩んだ末、商業音楽の楽曲提供を始める。
- TAKE NO BREAKは異業種の集まるチーム神楽坂という飲み友達の中で結成。塩谷自身、かなり多忙な時期ではあったが、YOMIに「大好きな歌を続けていきたいから手伝って欲しい。」と言われ、即答で快諾したという。
- 音楽を続けていればまた12012をやれる日が来るんじゃないかと言っている。